# Hans Eckermann
Hans Eckermann (ur. 30 maja 1905, zm. 30 marca 1985) – oficer niemieckiej floty podwodnej, Fregattenkapitän, w okresie przedwojennym oraz w trakcie II wojny światowej dowódca kolejno 3 Flotylli U-Bootów „Lohs”, 1 Flotylli „Weddingen” oraz 8 Flotylli Szkolnej. Od listopada 1940 do lutego 1942 roku, dowódca okrętu podwodnego U-A. W późniejszym okresie wysoki oficer sztabowy Kriegsmarine, w tym FdU Norwegen. Po kapitulacji III Rzeszy aresztowany, po czym zwolniony 20 lipca 1945 roku.

## Życiorys
Urodzony 30 maja 1905 roku w Berlinie-Schönebergu, w roku 1925 wstąpił do służby w Reichsmarine. Po utworzeniu Kriegsmarine i odrodzeniu się w 1935 roku niemieckiej floty podwodnej, 1 lutego 1936 roku objął dowództwo U-20 typu IIB. W związku z rozrostem U-Bootwaffe, jako jeden z dotychczasowych dowódców U-Bootów, w październiku 1937 roku objął stanowisko nowej jednostki marynarki wojennej 3 Flotylli U-Bootów „Lohs”. Stanowisko to zajmował do grudnia 1939 roku, już jednak od września tego roku, był również odpowiedzialny za Flotyllę U-Bootów „Weddingen”, aby w styczniu 1940 roku formalnie objąć jej dowództwo, które piastował do października 1940 roku. 1 listopada 1940 roku objął dowództwo przejętego od Turcji okrętu podwodnego U-A, na którym do 14 lutego 1942 roku odbył cztery patrole operacyjne. Pod jego dowództwem, U-A zatopił jedną jednostkę nieprzyjacielską – brytyjski parowiec „Dunaff Head” (5258 BRT). Po zejściu z okrętu objął dowództwo 8 Szkolnej Flotylli U-Bootów, które sprawował do stycznia 1943 roku. Otrzymał wówczas funkcję w sztabie FdU Norwegen, odpowiedzialnym za operacje 11 Flotylli U-Bootów stacjonującej w Bergen oraz 13 Flotylli w Trondheim.
1 marca 1944 roku został promowany na swój najwyższy stopień fregattenkapitäna. Stanowisko w FdU zachował do listopada 1944 roku, kiedy zostało mu powierzone kierowanie dowództwem w Gdańsku, odpowiedzialnym za akceptację do służby nowo budowanych okrętów. W kwietniu 1945 roku otrzymał funkcję generalnego doradcy Oberkommando der Marine (OKM) ds. transportu Wehrmachtu, którą piastował do kapitulacji Niemiec. Został następnie aresztowany przez aliantów, po czym zwolniony 20 lipca 1945 roku.
W trakcie służby został odznaczony Krzyżem Żelaznym 2. Klasy oraz odznaką Wojny U-Bootów 1939.